# Tom Grennan
Tom Grennan (Bedford, 8 juni 1995) is een Brits singer-songwriter.

## Biografie
Tom Grennan komt uit een Ierse familie. Hij trainde om profvoetballer te worden, maar toen hij op een huisfeestje Seaside van The Kooks zong, kwam een muzikale carrière om de hoek kijken. Zijn vrienden waren onder de indruk van Grennans optreden en vonden dat hij door moest gaan met zingen. Vanaf zijn 18e trad Grennan op in kleine pubs. Een vertegenwoordiger van het platenlabel Insanity Records hem spelen en bood hem een platencontract aan. Zijn debuut-EP, Something in the Water, verscheen in 2016. Datzelfde jaar zong hij de danceplaat All Goes Wrong van Chase & Status in. Dit rummer reikte tot de Tipparade in België. Grennans eerste eigen studioalbum, Lightning Matches, verscheen in 2018. De single Found What I've Been Looking For, afkomstig van dit album, is te horen op de FIFA 18-soundtrack en wordt ook gebruikt door Sky Sports als themalied voor Super Sunday en RBI19 Baseball.
In januari 2020 bracht Grennan het nummer This Is the Place uit, gevolgd door de singles Oh Please en Amen. Deze nummers zijn terug te vinden op Grennans tweede studioalbum Evering Road, dat in het voorjaar van 2021 verscheen. In januari van dat jaar verscheen de vierde single van dat album, Little Bit of Love. Dit nummer betekende Grennan zijn grote internationale doorbraak en leverde hem tweede Brit Award-nominaties op, in de categorieën 'British Song of the Year' en 'Best Rock/Alternative Act'. Het nummer werd een top 10-hit in onder andere het Verenigd Koninkrijk, Nederland en België. Niet veel later leverde ook opvolger Let's Go Home Together Grennan, samen met Ella Henderson, een top 10-hit op in het VK. Door deze successen werd Grennan door Calvin Harris benaderd om zijn single By Your Side in te zingen, wat resulteerde in een van de zomerhits van 2021. In de herfst van 2021 had Grennan wederom succes met de single Don't Break the Heart.
Grennan zette zijn traditie van hits scoren voort in 2022; zijn singles Remind Me en All These Nights bezorgden hem Europese radiohits. In het najaar van 2022 sloeg hij de handen ineen met Joel Corry op de dancetrack Lionheart (Fearless). De singles Here en How Does It Feel uit 2023 deden het vooral goed op de Britse eilanden. Al deze liedjes staan op het album What Ifs & Maybes, dat in juni 2023 uitkwam.
In september 2024 bracht Grennan weer een nieuwe single uit, getiteld Higher, de eerste single van zijn aankomende vierde studioalbum. Het nummer werd 3FM Megahit.

## Hitlijsten

### Albums
| Album met eventuele hitnotering(en) in de Nederlandse Album Top 100 | Datum van verschijnen | Datum van binnenkomst | Hoogste positie | Aantal weken | Opmerkingen |
| ------------------------------------------------------------------- | --------------------- | --------------------- | --------------- | ------------ | ----------- |
| Evering Road                                                        | 2021                  | 15-05-2021            | 50              | 18           |             |

### Singles
| Single met eventuele hitnotering(en) in de Nederlandse Top 40 | Datum van verschijnen | Datum van binnenkomst | Hoogste positie | Aantal weken | Opmerkingen                     |
| ------------------------------------------------------------- | --------------------- | --------------------- | --------------- | ------------ | ------------------------------- |
| Little Bit of Love                                            | 2021                  | 27-03-2021            | 7               | 22           |                                 |
| By Your Side                                                  | 2021                  | 12-06-2021            | 8               | 16           | met Calvin Harris / Alarmschijf |
| Don't Break the Heart                                         | 2021                  | 23-10-2021            | 13              | 15           |                                 |
| Remind Me                                                     | 2022                  | 23-04-2022            | 37              | 10           |                                 |
| All These Nights                                              | 2022                  | 13-08-2022            | 35              | 3            |                                 |
| Lionheart (Fearless)                                          | 2022                  | 05-11-2022            | 15              | 19           | met Joel Corry                  |
| Here                                                          | 2023                  | 28-01-2023            | tip24           | 4            |                                 |
| Higher                                                        | 2024                  | 26-10-2024            | tip16           | 3            |                                 |

| Single met hitnotering(en) in de Vlaamse Ultratop 50 | Datum van verschijnen | Datum van binnenkomst | Hoogste positie | Aantal weken | Opmerkingen        |
| ---------------------------------------------------- | --------------------- | --------------------- | --------------- | ------------ | ------------------ |
| All Goes Wrong                                       | 2016                  | 08-10-2016            | tip3            | -            | met Chase & Status |
| Praying                                              | 2017                  | 03-06-2017            | tip46           | -            |                    |
| This Is the Place                                    | 2020                  | 14-03-2020            | tip             | -            |                    |
| Little Bit of Love                                   | 2021                  | 27-02-2021            | 7               | 26           |                    |
| By Your Side                                         | 2021                  | 19-06-2021            | 23              | 21           | met Calvin Harris  |
| Don't Break the Heart                                | 2021                  | 02-10-2021            | 28              | 6            |                    |
| Remind Me                                            | 2022                  | 23-04-2022            | 28              | 9            |                    |
| All These Nights                                     | 2022                  | 30-07-2022            | 36              | 8            |                    |
| Lionheart (Fearless)                                 | 2022                  | 12-11-2022            | 20              | 15           | met Joel Corry     |

## Privéleven
Op 18-jarige leeftijd werd Grennan op straat aangevallen, na behandeling bleven vier metalen platen en schroeven achter in zijn kaak, die hem naar eigen zeggen "nog steeds pijn doen als de winter komt".
Grennan trouwde in mei 2024.